# Kościół ewangelicki w Bełchatowie
Kościół ewangelicki w Bełchatowie – kościół ewangelicki, który znajdował się w Bełchatowie na rogu ulic Kwiatowej i Lecha i Marii Kaczyńskich (dawniej ulica Ewangelicka, później 19-go Stycznia). Wyburzony w 1984 roku.

## Historia
Kościół został wybudowany z inicjatywy Stanisława Kaczkowskiego herbu Świnka w latach 1830–1832. W 1837 roku powołano parafię i konsekrowano obiekt. Podczas dwudziestolecia międzywojennego parafia należała do diecezji piotrkowskiej Kościoła Ewangelicko-Augsburskiego w RP. W roku 1939 do parafii należało ok. 3500 wiernych, głównie pochodzenia niemieckiego, zamieszkujących zarówno miasto, jak i okolice. Parafia obsługiwała również filiał w Pożdżenicach. Obok kościoła powstała w 1852 roku szkoła ewangelicka. W 1928 z inicjatywy pastora Jakoba Gerhardta kościół został przebudowany. Wysuniętą naprzód wieżę zastąpiła fasada, w ten sposób powiększono wnętrze świątyni. W roku 1945, wskutek powojennej emigracji ludności pochodzenia niemieckiego, parafia opustoszała. Po wojnie przez pewien czas kościół funkcjonował jako katolicki kościół szkolny parafii p.w. św. Stanisława Kostki. W 1984 roku, ze względu na zły stan techniczny dachu, władze miasta podjęły decyzję o wyburzeniu kościoła.

## Pastorzy
- ks. Eduard Lembke – proboszcz od 1837 do 1845 roku[5].
- ks. Gustav Ludwig Schwarz – proboszcz od 1846 do 1865 roku[6].
- ks. Eduard Adolf Fiedler – proboszcz od 1865 do 1903 roku[7].
- ks. Bernhard Erdmann – proboszcz administrator od 1903 do 1905 roku[8].
- ks. Leon Witold May – proboszcz od 1905 do 1911 roku[9].
- ks. Ernst Daniel Behse – proboszcz od 1913 do 1924 roku[10].
- ks. Jakob Gerhardt – proboszcz od 1924 do 1941 roku[11].
- ks. Richard Horn – wikary w latach 1936-1937[12].
- ks. Robert Karl Liersch – proboszcz od 1941 do 1945 roku[13].

## Galeria

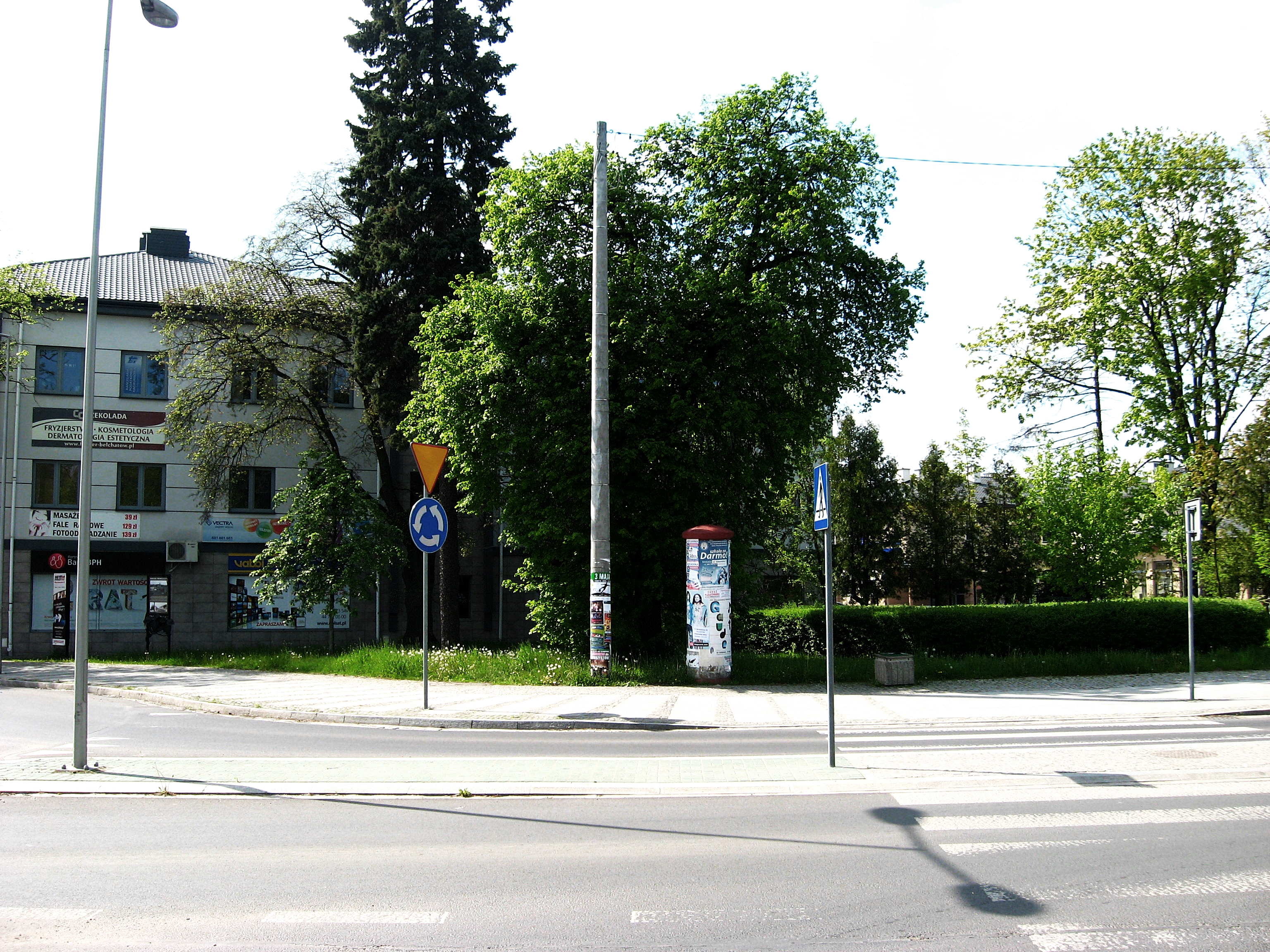
Miejsce, w którym do 1984 roku stał kościół ewangelicki w Bełchatowie
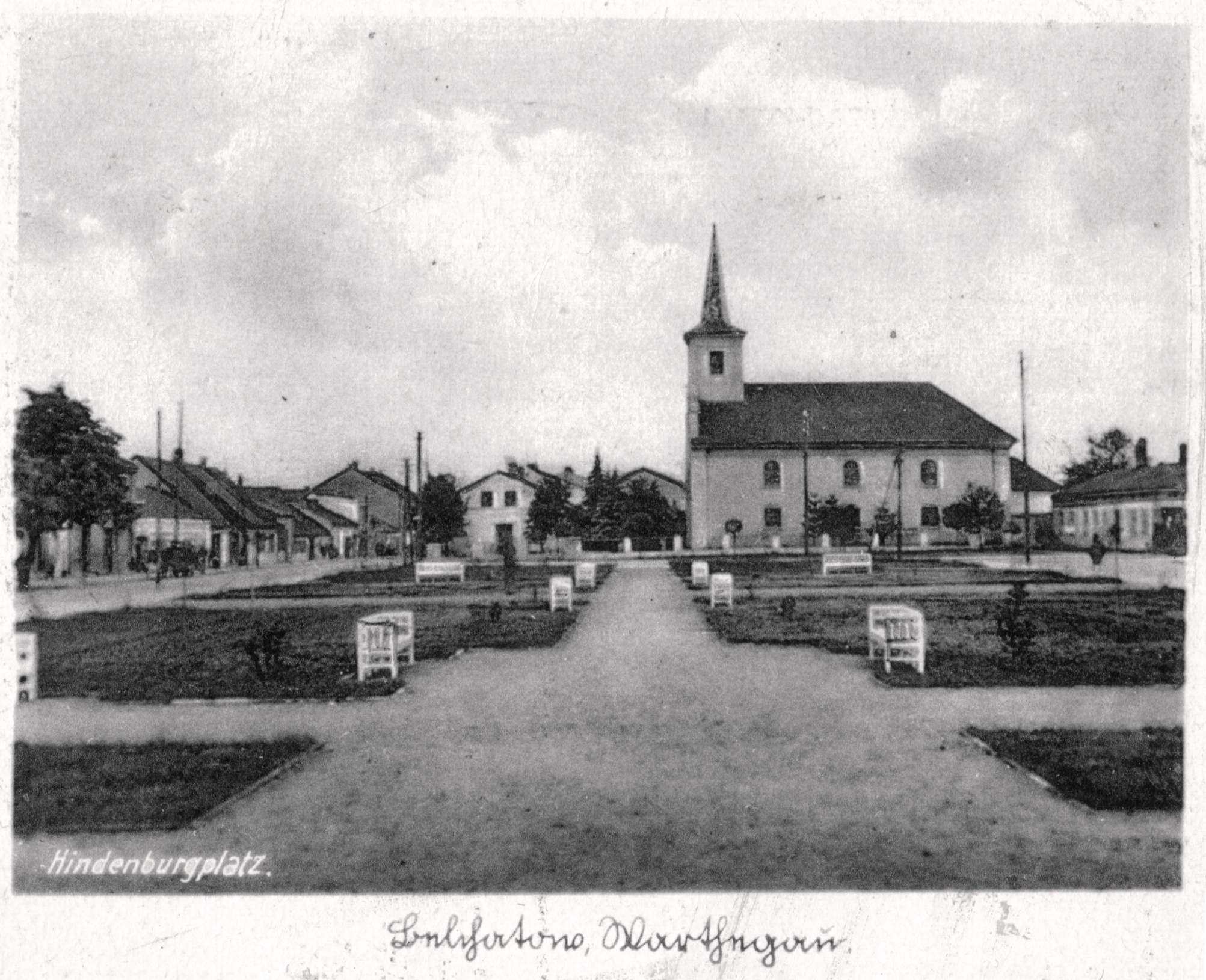
Widok z czasów wojny z Placu Hindenburga (obecnie Plac Wolności)
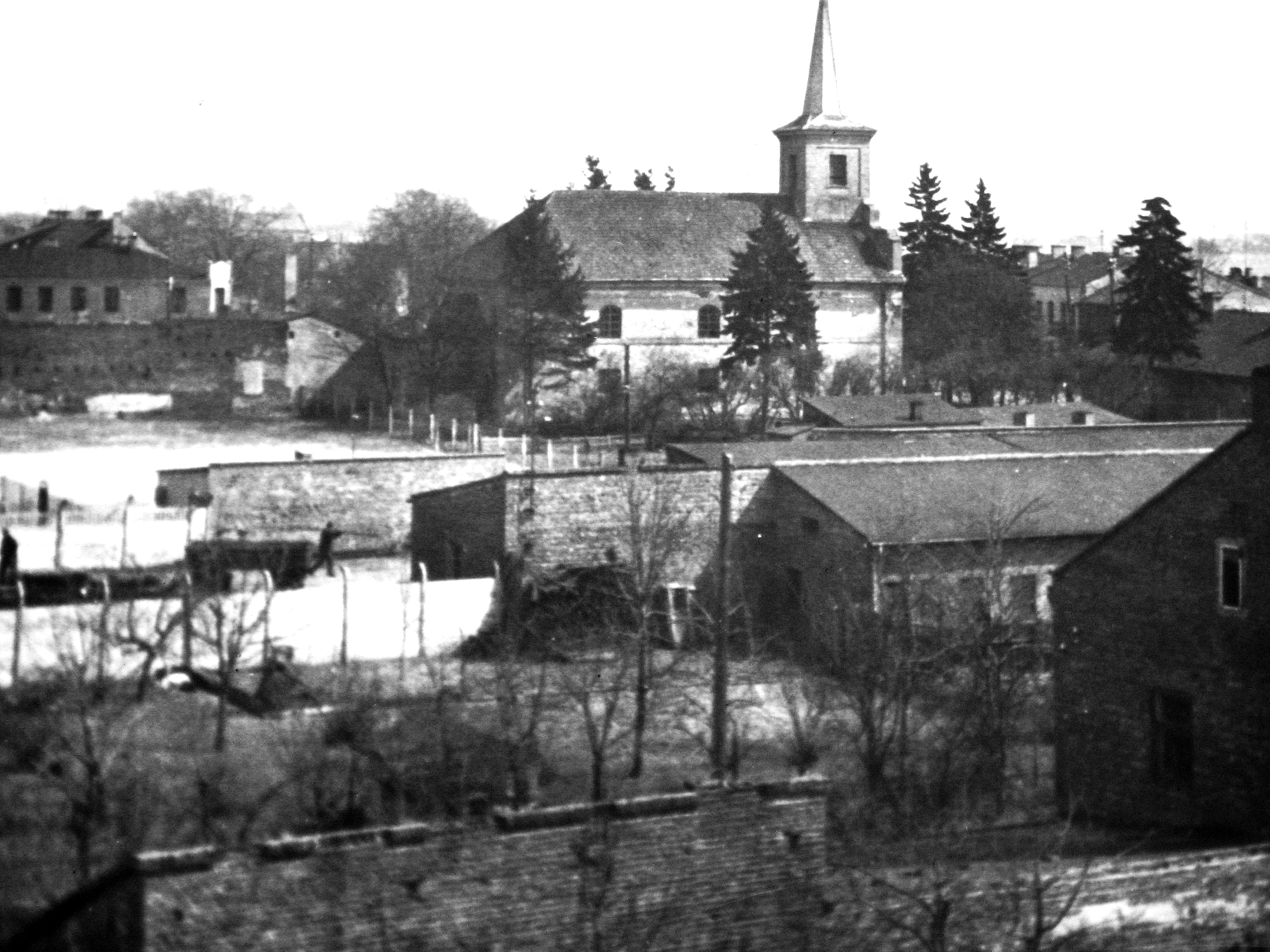
Widok od strony ulicy Pabianickiej
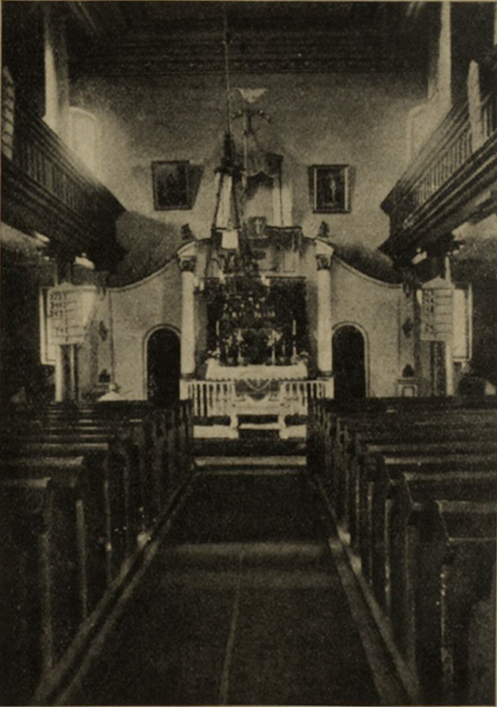
Wnętrze kościoła
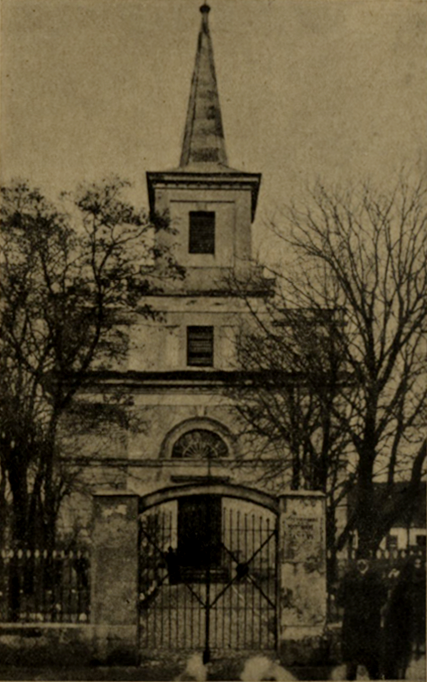
Kościół przed renowacją w 1928
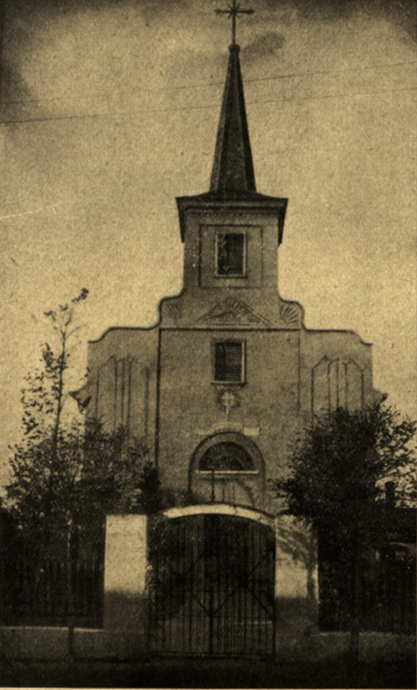
Kościół po renowacji w 1928